# Gianfranco Facco Bonetti

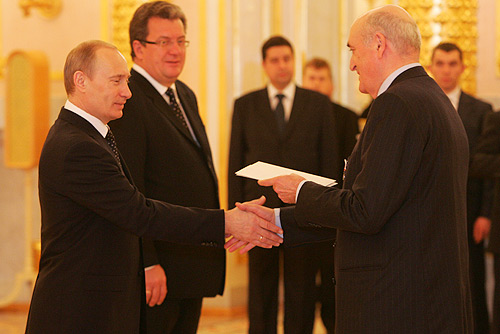
Gianfranco Facco Bonetti überreicht dem russischen Präsidenten Wladimir Putin am 22. April 2008 sein Beglaubigungsschreiben.

Gianfranco Facco Bonetti (* 19. April 1940 in Galeata) ist ein italienischer Jurist und Diplomat und Ritter des Souveränen Malteserordens. Seit 2008 ist er außerordentlicher und bevollmächtigter Botschafter des Malteserordens bei der Russischen Föderation.
Facco Bonetti war von 2001 bis 2006 der italienische Botschafter in Russland. Er kehrte 2008 zurück und überreichte am 22. April 2008 dem russischen Präsidenten Wladimir Putin das Beglaubigungsschreiben des Malteserordens.
Facco Bonetti ist Präsident des United World College of the Adriatic.